# Henri de Ferrières

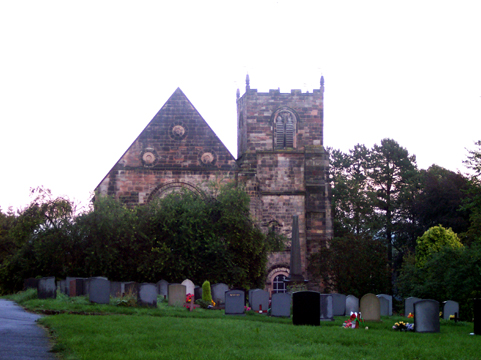
Église Sainte-Marie de Tutbury dont la construction est financée par Henri de Ferrières

Henri de Ferrières (Henry de Ferrers en anglais) († entre 1093 et 1100), lord de Tutbury en Angleterre et seigneur de Ferrières dans le duché de Normandie, fut un important administrateur et baron anglo-normand.

## Biographie
Il est le fils aîné de Vauquelin de Ferrières († vers 1040). Il hérite du patrimoine familial en Normandie qui est centré sur le village de Ferrières. Il combat peut-être à la bataille de Hastings en 1066, et participe à la conquête normande de l'Angleterre qui s'ensuit. 
Henri de Ferrières occupe peut-être d'abord la fonction de châtelain de Stafford (nord-ouest des Midlands). Il reçoit les terres qui appartenaient, avant la conquête, à trois thegns anglo-saxons différents. Probablement dès la fin de l'année 1066 ou le début de l'année 1067, il reçoit les terres de Goderic, ancien shérif du Berkshire. À la fin de l'année 1068, ce sont les terres de Bondi l'Écuyer qu'il obtient. Probablement à la suite de la campagne de suppression de la révolte anglo-saxonne dans le nord de l'Angleterre en 1069-1070, il se voit confier son principal domaine, le wapentake d'Appletree qui comprend pratiquement tout le sud du Derbyshire. Ce territoire était auparavant en possession d'Hugues d'Avranches avant qu'il ne soit voit nommer comte de Chester. Il construit un château à Tutbury, au centre de ce domaine, qui devient son centre de commandement et qui donne son nom à sa baronnie.
En 1071, il acquiert les possessions confisquées à Siward Barn après sa participation à la révolte de Hereward l'Exilé à Ely. Celles-ci viennent compléter ses possessions préexistantes dans le Derbyshire et forme alors un territoire vaste et compact. Ceci est très inhabituel dans l'Angleterre post-conquête, les souverains anglo-normands préférant donner à leurs barons des terres dispersées dans le royaume, car elles sont bien plus difficiles à défendre en cas de rébellion. En 1086, il possède 210 seigneuries dont 35 dans le Leicestershire et 140 dans le Derbyshire.
Il est un témoin fréquent des chartes émises par Guillaume le Conquérant et son fils et successeur sur le trône Guillaume le Roux. Il est parmi les barons les plus importants du royaume, et un administrateur clé dans le Derbyshire et le Staffordshire. En 1086, il est l'un des commissaires chargés d'établir l'état des propriétés foncières dans l'ouest des Midlands, en vue de l'établissement du Domesday Book.
Vers 1080, il fonde avec sa femme Berthe le prieuré de Tutbury, probablement dépendant de l'abbaye de Saint-Pierre-sur-Dives. La dernière trace écrite le mentionnant date de septembre 1093, et il est probablement mort en septembre 1100 quand son fils Engenulph est témoin d'une charte d'Henri Ier d'Angleterre. Il est inhumé au prieuré de Tutbury.

## Famille et descendance
Il épouse Berthe, de parenté inconnue. Ils ont pour descendance connue :
- Guillaume, hérite du patrimoine normand. Il est un fervent soutien du duc Robert Courteheuse ;
- Engenulph, hérite du patrimoine anglais de son père. Il meurt peu après et ses possessions passent à son cadet Robert ;
- Robert († 1139), hérite de son frère, et est créé 1er comte de Derby en 1138
- Amicie, épouse Néel d'Aubigny.

### Sources
- Marios Costambeys, « Ferrers, Henry de (d. 1093x1100) », Oxford Dictionary of National Biography, Oxford University Press, Sept 2004; online edn, May 2007. Version de novembre 2008.